# دجیبلوهو
Djibloho (به لاتین: Djibloho) یک منطقهٔ مسکونی در گینه استوایی است که در Río Muni واقع شده‌است.